# Carl Alvar Wirtanen
Pour les articles homonymes, voir Virtanen.
Carl Alvar Wirtanen (Kenosha, 11 novembre 1910 – Santa Cruz, 7 mars 1990) est un astronome américain qui a travaillé à l'observatoire Lick.
Il découvrit la comète périodique 46P/Wirtanen ainsi que huit astéroïdes, dont notamment l'astéroïde Apollon (29075) 1950 DA, considéré comme présentant un risque non négligeable d'impact avec la Terre en 2880. Il découvrit aussi deux autres astéroïdes Apollon : (1685) Toro et (1863) Antinoüs.
Son épouse, Edith (Rand) Wirtanen, est créditée de la découverte de l'astéroïde (6029) Edithrand.
L'astéroïde (2044) Wirt a été nommé en son honneur.
| (1600) Vyssotsky  | 22 octobre 1947 |
| (1685) Toro       | 17 juillet 1948 |
| (1747) Wright     | 14 juillet 1947 |
| (1863) Antinoüs   | 7 mars 1948     |
| (1951) Lick       | 26 juillet 1949 |
| (2044) Wirt       | 8 novembre 1950 |
| (6107) Osterbrock | 14 janvier 1948 |
| (29075) 1950 DA   | 22 février 1950 |